# 牛頓格羅夫鎮區 (北卡羅萊納州桑普森縣)
牛頓格羅夫鎮區（英語：Newton Grove Township）是位於美國北卡羅萊納州桑普森縣的一個鎮區。

## 地方資料
牛頓格羅夫鎮區的面積為76.92平方千米，皆為陸地。根據2020年美國人口普查的數據，當地共有人口1652人，而人口密度為每平方千米21.48人。